# Hypsicera cuneata
Hypsicera cuneata är en stekelart som beskrevs av Henry Keith Townes, Jr. 1959. Hypsicera cuneata ingår i släktet Hypsicera och familjen brokparasitsteklar. Inga underarter finns listade i Catalogue of Life.